# Burg Worblingen
Die Burg Worblingen ist eine abgegangene Höhenburg am  nordwestlichen Rand des heutigen Gemeindeteils Worblingen (Flurname „Burgstall“ 1664) der Gemeinde Rielasingen-Worblingen im Landkreis Konstanz in Baden-Württemberg.
Die Burg war Sitz der im 13. Jahrhundert genannten Herren von Worblingen, die vermutlich bischöfliche Ministeriale waren. Von der ehemaligen Burganlage sind keine Reste erhalten.